# Liste der Baudenkmale in Verchen
In der Liste der Baudenkmale in Verchen sind alle denkmalgeschützten Bauten der Gemeinde Verchen (Mecklenburg-Vorpommern) und ihrer Ortsteile aufgelistet. Grundlage ist die Veröffentlichung der Denkmalliste des Kreises Demmin mit dem Stand vom 18. Dezember 1996. 

## Baudenkmale nach Ortsteilen

### Verchen
| ID | Lage                   | Bezeichnung                                       | Beschreibung | Bild           |
| -- | ---------------------- | ------------------------------------------------- | ------------ | -------------- |
|    | Dorfstraße 66 (Karte)  | Wohnhaus                                          |              |                |
|    | Dorfstraße 91 (Karte)  | Wohnhaus                                          |              |                |
|    | Dorfstraße 112 (Karte) | ehem. Amtshaus mit ehem. Brauhaus (Landschulheim) |              |                |
|    | Dorfstraße 112 (Karte) | Klosterkirche                                     |              | Weitere Bilder |
|    |                        | Kriegerdenkmal 1914/1918 (an der Kirche)          |              |                |
|    |                        | Mühle                                             |              |                |

## Quelle
- Karte der Baudenkmale im Geoportal des Landkreises

- Karte mit allen Koordinaten:
- OSM |
- WikiMap